# Lgota Murowana
Lgota Murowana (dawniej Lgota Wielka ) – wieś w Polsce położona w województwie śląskim, w powiecie zawierciańskim, w gminie Kroczyce.
W latach 1975–1998 miejscowość administracyjnie należała do województwa częstochowskiego.
Na północ od wsi wypływa struga Wodząca, dopływ Białki.

## Nazwa
Miejscowość ma metrykę średniowieczną i notowana jest od XIV wieku. Wymieniona w 1389 Lgotha, 1434 Ligotha, 1439 Lgotha Maior, Ligotha Maior, 1443 Elgota, 1467 Magna Lgotha, 1476 Elgotha, 1530 Lgota Maior. Dawniej miejscowość nazywała się Lgota Wielka .

## Historia
Wieś szlachecka należąca przed 1413 do Piotra z Marcinowic herbu Lis, a po tej dacie do Jana z Sieciechowic .